# Monika Enterprise
Monika Enterprise es un sello discográfico de Berlín, Alemania, fundado en 1997 por Gudrun Gut. 

## Artistas (Selección)
- Chica And The Folder
- Cobra Killer
- Figurine
- Komëit
- Michalea Meliàn
- Barbara Morgenstern
- Masha Qrella
- Quarks
- Robert Lippok

## Recopilaciones
- Musik fürs Wohnzimmer
- Santa Monika
- Raumschiff Monika
- Monika Force
- 4 Women No Cry Vol. 1
- 4 Women No Cry Vol. 2

## Links
- Homepage
- Monika Enterprise en myspace
- Monika Enterprise en Discogs

- Datos: Q834209